# Осиновское сельское поселение (Приморский край)
Осиновское се́льское поселе́ние — сельское поселение в Михайловском районе Приморского края.
Административный центр — село Осиновка.

## История
Статус и границы сельского поселения установлены Законом Приморского края от 6 августа 2004 года № 130-КЗ «О Михайловском муниципальном районе»

## Население
| 2010  | 2011  | 2012  | 2013  | 2014  | 2015  | 2016  |
| ----- | ----- | ----- | ----- | ----- | ----- | ----- |
| 2014  | ↘2011 | ↘1963 | ↘1883 | ↘1852 | ↘1808 | ↘1779 |
| 2017  | 2018  | 2019  | 2020  | 2021  |       |       |
| ↘1728 | ↘1694 | ↘1636 | ↘1584 | ↗1700 |       |       |

## Состав сельского поселения
В состав сельского поселения входят 2 населённых пункта:
| № | Населённый пункт | Тип населённого пункта       | Население |
| - | ---------------- | ---------------------------- | --------- |
| 1 | Даниловка        | село                         | ↘523      |
| 2 | Осиновка         | село, административный центр | ↘1377     |

## Местное самоуправление
Администрация
Адрес: 692662, с. Осиновка, ул. Комсомольская, 4-А. Телефон: 8 (42346) 7-11-69
Главы сельского поселения
- Жихарев Леонид Андреевич
- с 5.03.2023 года — Наталья Александровна Волошина[16]